# Scarabaeus ebenus
Scarabaeus ebenus là một loài bọ cánh cứng trong họ Bọ hung (Scarabaeidae).